# Katherine Cannon
Katherine Cannon (Hartford (Connecticut), 6 september 1953) is een Amerikaanse actrice.

## Carrière
Cannon heeft veel rollen gespeeld in televisieseries, hier is ze bekend van de tienersoap Beverly Hills, 90210 als Felice Martin.

## Privé
Cannon trouwde in 1974 en heeft hieruit een zoon, in 1980 scheidde zij. In 2002 trouwde Cannon opnieuw, na vijf jaar verloofd te zijn geweest met acteur Dean Butler.

## Filmografie

### Films
Uitgezonderd korte films.
- 2008 - Almanzo Wilder: Life Before Laura - als Laura Ingalls Wilder (stem)
- 2003 - Down the Barrel als Darla
- 2002 - Shatered Lies als Betty Holt
- 1990 - Matters of the Heart als Hope Harper
- 1987 - The Hidden als Barbara Beck
- 1984 - The Red-Light Sting als Diane Marks
- 1984 - The Red Fury als Amelia Andersen
- 1982 - Will: The Autobiography of G. Gordon Liddy als Fran Liddy
- 1980 - High Noon Part II: The Return of Will Kane als Amy Kane
- 1980 - High Ice als Sandy
- 1974 - Can Ellen Be Saved als Ellen Lindsey
- 1974 - Real Pleasure als Kathy Cannon
- 1972 - Women in Chains als Alice
- 1971 - Private Duty Nurses als Spring
- 1971 - Fools Parade als Chanty

### Televisieseries
Uitgezonderd eenmalige gastrollen.
- 2012 - Fowl Play - als literatuur studente - miniserie
- 1992 - 2000 - Beverly Hills 90210 als Felice Martin - televisieserie (40 afl.)
- 1990 - Matlock als Susan O'Malley - televisieserie (2 afl.)
- 1988 - Heartbeat als Priscilla - televisieserie (2 afl.)
- 1981 - 1983 - Father Murphy als Mae Woordward - televisieserie (34 afl.)
- 1978 - 1981 - CHiPs als Robbie Davis - televisieserie (3 afl.)
- 1980 - The Contender als Jill Sindon - miniserie
- 1977 - 1978 Baa Baa Black Sheep - als Dottie Dixon (7 afl.)
- 1973 - 1975 - Ironside als Isabel Fredericks - televisieserie (2 afl.)
- 1969 - The Survivors als Sheila Riley - televisieserie (2 afl.)

- Library of Congress Control Number: no2005070150
- Virtual International Authority File: 63745519
- WorldCat: E39PBJrcpQM8pX8D3Yx6FyyTpP